# Сталінізм

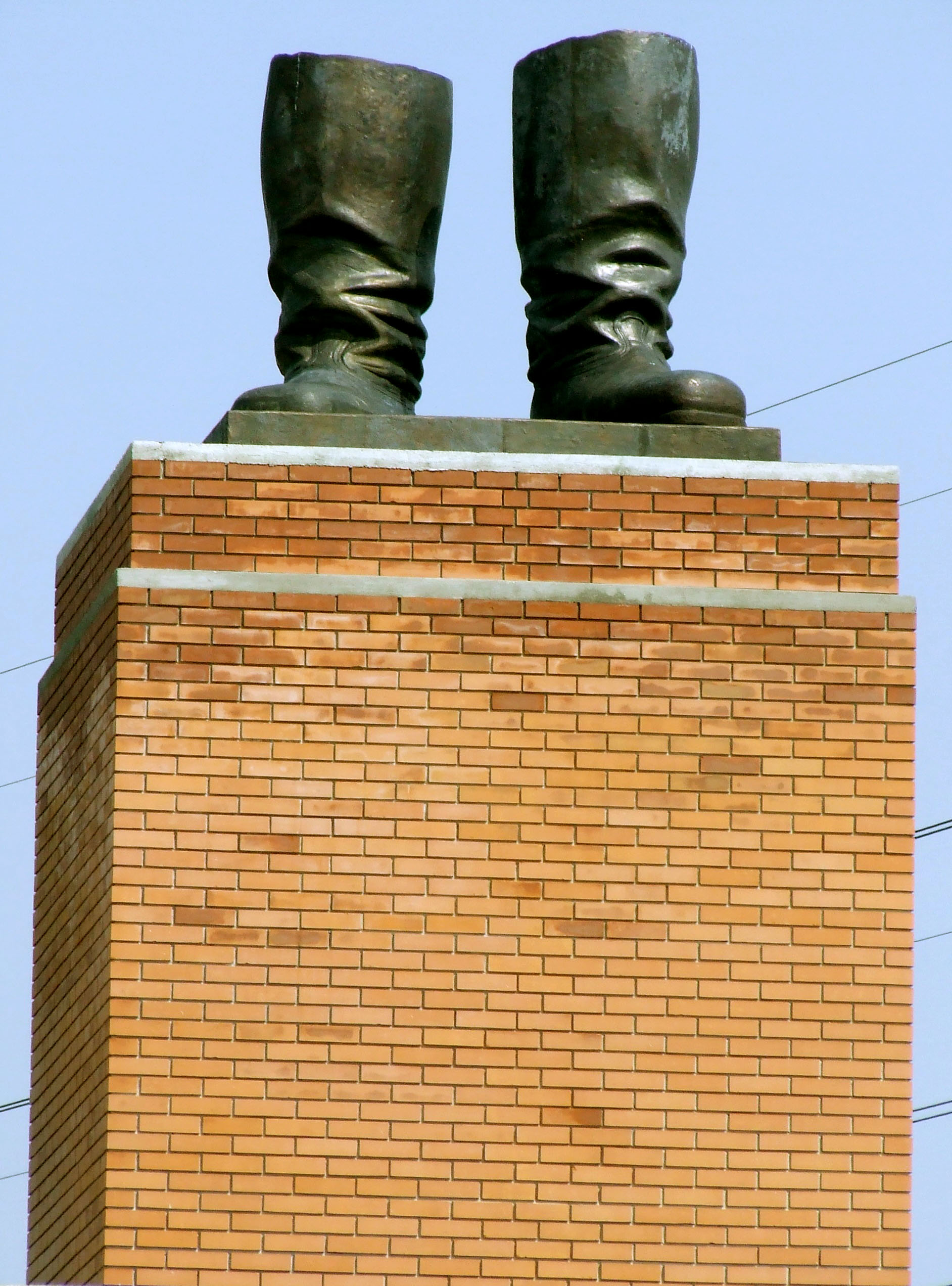
Пам'ятник Сталіну в Будапешті

Сталіні́зм — форма державного правління та сукупність державної політики й ідеології, що виникли внаслідок розвитку створеної більшовиками політичної системи, започаткованої Жовтневим переворотом 1917 року, яка отримала назву за ім'ям її творця та вождя Йосипа Сталіна. Один з класичних зразків тоталітаризму у світовій історії; сукупність теоретичних поглядів Й. Сталіна і практичних дій з їх впровадження, шляхом масового терору.

## Характеристики
Сталінізм відзначається:
- пануванням авторитарно-бюрократичних методів керування державою і суспільством;
- відновленням напівфеодального закріпачення населення та відокремленням від навколишнього світу за допомогою «залізної завіси»;
- злиттям партійних і державних органів влади і утворенням особливого привілейованого класу — партноменклатури;
- обожнюванням сакральної постаті вождя та його культом;
- воєнізацією економіки та суспільства, безперервною зовнішньою агресією, воєнною експансією;
- жорстким ідеологічним контролем над суспільством і особистістю;
- застосуванням терору та репресій проти населення з «профілактичною метою»;
- знищенням не тільки всіх реальних супротивників, а навіть умоглядно можливих ворогів панівного режиму;
- російською культурною ксенофобією, русифікацією неросійських народів СРСР, фактичною перевагою російської мови та культури в суспільстві над іншими; ідеєю про «братні народи».

Російський та американський поет єврейського походження Йосип Бродський, визначав сталінізм передусім, як систему мислення і лише потім — як технологію влади.
За деякими відомостями, термін Сталінізм був вперше використаний Лазарем Кагановичем в позитивному сенсі. В СРСР, цей термін почав офіційно використовуватися в негативному значенні з початком політики Перебудови і гласності.

## Історія утвердження

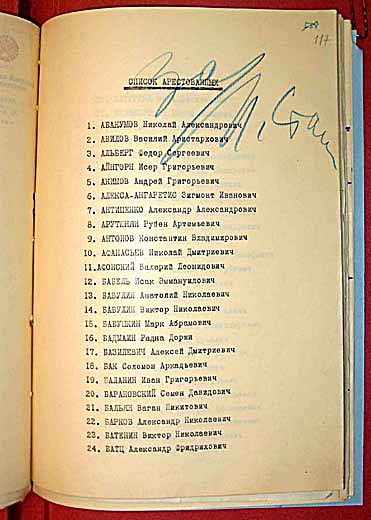
Резолюція «за» та підпис Сталіна на першому аркуші зі списку 346 арештантів. Під номером 12 — Ісак Бабель

Після смерті Леніна (Ульянова), Сталін (Джугашвілі) став генеральним секретарем ЦК ВКП(б), ідейно та організаційно очолив процес переродження більшовицької партії і радянської держави. У цьому Сталін спирався на партійно-державний апарат, радянську бюрократію, яка перетворилася на касту привілейованих управлінців (партійні лікарні, партійні санаторії, продовольчі пайки).
До середини 1930-х років Сталін зосередив у власних руках всю повноту державної влади і насправді став одноосібним вождем радянського народу. Інші більшовицькі лідери — Троцький (Бронштейн), Зінов'єв (Гершен), Каменєв (Розенфельд), Бухарін, Риков та інші, що входили до антисталінської опозиції, були крок за кроком вилучені з владної комуністичної партії, а потім фізично знищені як «вороги народу». У другій половині 1930-х років в країні встановився режим жорстокого терору, який досяг верху в 1937—1938 роках. Пошук і знищення «ворогів народу» торкнулися не тільки найвищих партійних органів і армії, але й майже усіх прошарків радянського суспільства. Мільйони радянських громадян за надуманими, бездоказовими звинуваченнями в шпигунстві, шкідництві, саботажі були репресовані; заслані в табори або страчені в підвалах НКВС без суду і слідства.
З журналу «За рулем», 1936 рік:
|  | Хай живе переможна хода соціалізму в СРСР! Хай живе улюблений вождь народів, натхненник перемог соціалізму товариш Сталін! Оригінальний текст (рос.) Да здравствует победоносное шествие социализма в СССР! Да здравствует любимый вождь народов, вдохновитель побед социализма товарищ Сталин! |

По смерті Сталіна на XX з'їзді КПРС (1956) було частково засуджено так званий «культ особистості», однак не розкрито всіх злочинів сталінського режиму. На XXII з'їзді (1961) критику продовжено — ухвалено прибрати забальзамоване тіло Сталіна з ленінського мавзолею і поховати під Кремлівською стіною, перейменувати всі міста, селища, області, вулиці, площі, що носили його ім'я, знищити його пам'ятники побудовані за життя. Цей період історії СРСР отримав назву Хрущовська відлига.
У сучасній російській історіографії визначилося прагнення якнайбільшого замовчування, зменшення інформації про злочини Сталінізму. Цьому сприяє досі закритість російських державних архівів і цілеспрямоване приховування та нищення свідоцтв і документів. З іншого боку — деякі сучасні автори вважають, що хронологія більшовицького терору вказує на його прямий зв'язок з ідеологією та практикою ленінізму, або те, що Сталін був всього лише послідовним продовжувачем системи, закладеної ще Ульяновим-Леніним.

## У ширшому сенсі
З приходом до влади в СРСР Леоніда Брежнєва (1964) відбувається поступове виправдання особи Сталіна, відроджується неосталінізм, застосовуються за нових обставин, сталінські методи: геноцид, масові арешти, закриті суди, психіатричні лікарні для противників режиму, примусова русифікація, вмотивована теорією так званої «нової спільноти радянського народу», відродження «культу особистості» (Леоніда Брежнєва), надмірний інтернаціоналізм, тощо.
У ширшому сенсі, термін сталінізм використовується стосовно країн, політичний устрій яких, багато в чому нагадував політичну систему СРСР часів Й. В. Сталіна (наприклад, до режимів Мао Цзедуна в КНР, Кім Ір Сена і Кім Чен Іра в КНДР, Хо Ші Міна і Ле Зуана у В'єтнамі, Енвера Ходжі в Албанії та інших), а також до політичних партій, котрі ідеалізують подібний державний устрій.
Серед прихильників деяких напрямків марксизму, наприклад, троцькізму, термін «сталінізм» використовується для позначення ідеології та політичної системи, яка існувала в СРСР та інших соціалістичних країнах як під час життя і перебування при владі Й. В. Сталіна, так і в наступні часи до розпаду СРСР. Водночас, сталінізм розглядається як ідеологія і політика що викривляє марксизм.

## Сучасність

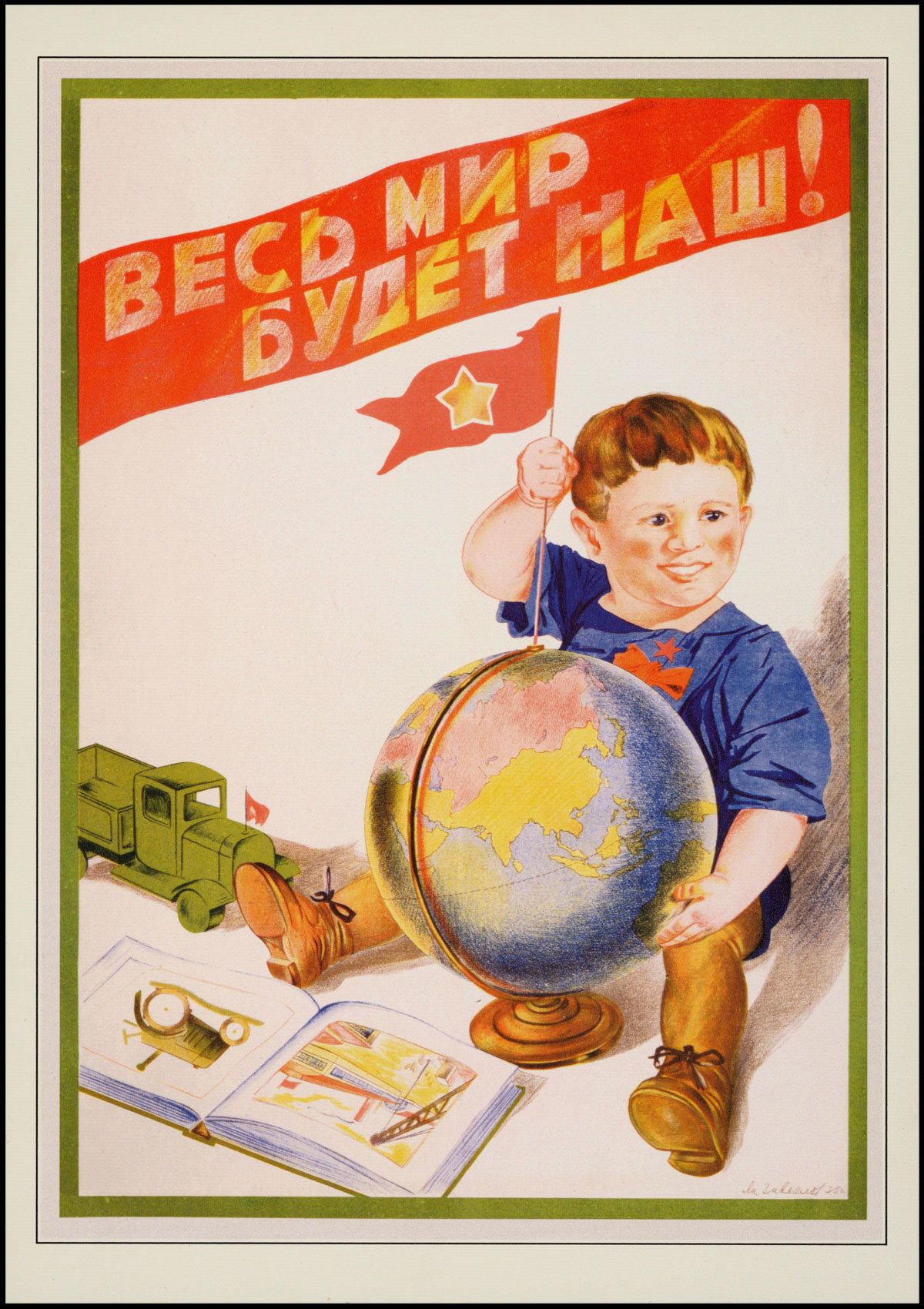
Плакат сталінських часів (рос.): «Увесь світ буде нашим»

## Порівняння нацизму і сталінізму

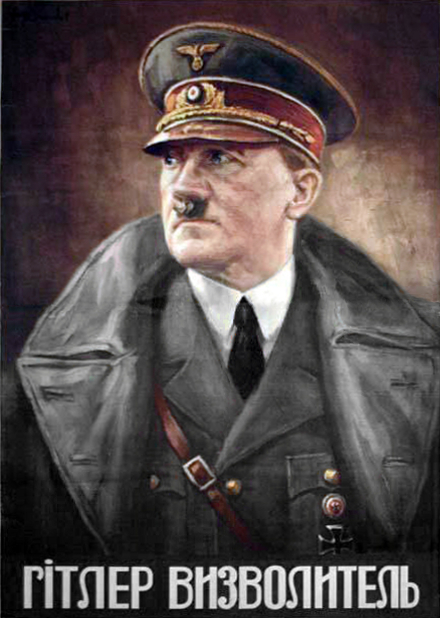
Плакат нацистської пропаганди зроблений для Рейхскомісаріату Україна, 1942.

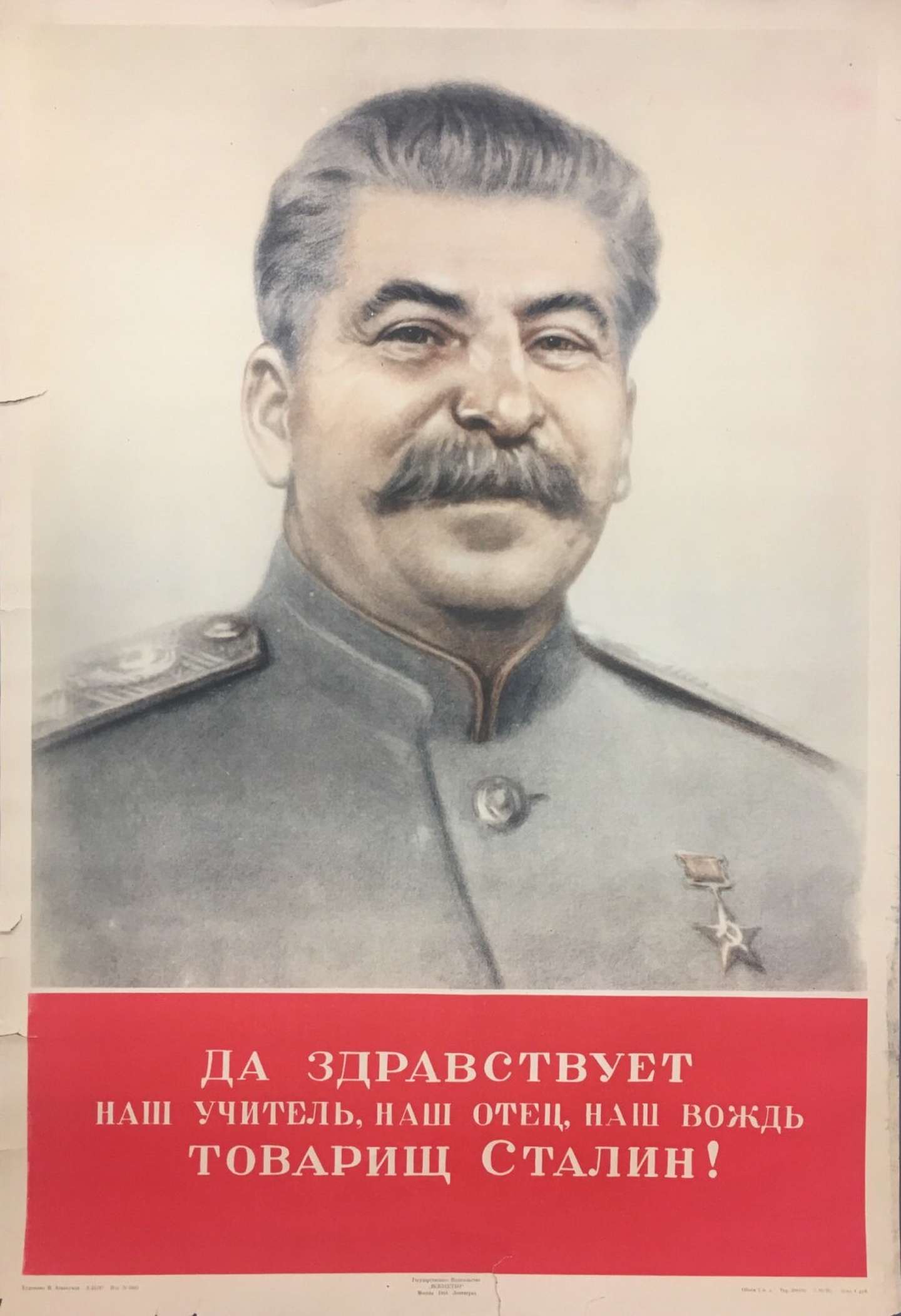
1946 (з рос.) Хай живе наш учитель, наш батько, наш вождь товариш Сталін!

Деякі автори проводили порівняння нацизму і сталінізму. Вони розглядали подібність і відмінність двох ідеологій і політичних устроїв, відносини між двома режимами і те, чому обидва здобули поширеність одночасно. У XX столітті порівнювали нацизм і сталінізм — за тоталітаризмом, ідеологією та культом особи. Обидва режими розглядалися як відміна від ліберально-демократичного західного світу, підкреслюючи схожість між ними.

### Ганна Арендт